# Idiocentrus mirus
Idiocentrus mirus är en stekelart som beskrevs av Charles Joseph Gahan 1927. Idiocentrus mirus ingår i släktet Idiocentrus och familjen dvärgsteklar. Inga underarter finns listade i Catalogue of Life.